# 1. Frauenfußballclub Turbine Potsdam 71 2024-2025
Questa voce raccoglie le informazioni riguardanti la sezione di calcio femminile del 1. Frauenfußballclub Turbine Potsdam 71 nelle competizioni ufficiali della stagione 2024-2025.

## Maglie e sponsor
L’accostamento cromatico delle divise richiamava i colori sociali del club. Main sponsor, solo per gli incontri di Coppa di Germania, era DaBeSa, quello tecnico, fornitore delle tenute da gioco, era Jako.
|  | Casa | Trasferta |

## Organigramma societario
Tratto dal sito societario:
- Allenatore: Kurt Russ
- Allenatore in seconda: Sven Gruel
- Allenatore dei portieri: Tom Taubert
- Preparatore atletico: Tony Heine
- Fisioteraposta: Jessica Viehweger

## Rosa
Rosa, ruoli e numeri di maglia come da sito ufficiale, aggiornata al 18 maggio 2025, intergrata dal sito della federcalcio tedesca.
| N. |                                 | Ruolo | Calciatrice      |
| -- | ------------------------------- | ----- | ---------------- |
| 1  | Ungheria (bandiera)             | P     | Anna Terestyényi |
| 1  | Svizzera (bandiera)             | P     | Silia Plöchinger |
| 2  | Israele (bandiera)              | D     | Shahar Nakav     |
| 4  | Israele (bandiera)              | D     | Irena Kuznezov   |
| 5  | Germania (bandiera)             | D     | Lina Vianden     |
| 6  | Svizzera (bandiera)             | D     | Mia Schmid       |
| 7  | Bosnia ed Erzegovina (bandiera) | A     | Ena Taslidža     |
| 8  | Germania (bandiera)             | C     | Kim Schneider    |
| 9  | Kosovo (bandiera)               | C     | Valentina Limani |
| 10 | Slovenia (bandiera)             | A     | Adrijana Mori    |
| 11 | Germania (bandiera)             | D     | Jennifer Cramer  |
| 12 | Germania (bandiera)             | D     | Lucia Stritzke   |
| 13 | Germania (bandiera)             | D     | Marike Dommasch  |
| 14 | Giappone (bandiera)             | C     | Sara Ito         |
| 16 | Germania (bandiera)             | C     | Maya Hahn        |
| 17 | Germania (bandiera)             | C     | Viktoria Schwalm |

| N. |                     | Ruolo | Calciatrice         |
| -- | ------------------- | ----- | ------------------- |
| 18 | Germania (bandiera) | A     | Emily Lemke         |
| 19 | Germania (bandiera) | C     | Alisa Grincenco     |
| 20 | Germania (bandiera) | A     | Bianca Schmidt      |
| 21 | Israele (bandiera)  | C     | Noa Selimhodzic     |
| 22 | Polonia (bandiera)  | A     | Kornelia Grosicka   |
| 22 | Brasile (bandiera)  | A     | Thalia              |
| 23 | Israele (bandiera)  | A     | Maria Almasri       |
| 24 | Germania (bandiera) | C     | Caroline Krawczyk   |
| 25 | Germania (bandiera) | D     | Suya Haering        |
| 27 | Svizzera (bandiera) | D     | Flavia Lüscher      |
| 29 | Germania (bandiera) | P     | Lesley Lergenmüller |
| 30 | Germania (bandiera) | P     | Vanessa Fischer     |
| 31 | Germania (bandiera) | D     | Emilie Bernhardt    |
| 34 | Germania (bandiera) | C     | Luca Scheel         |
| 38 | Germania (bandiera) | A     | Laura Lindner       |
| 50 | Israele (bandiera)  | C     | Noa Selimhodzic     |

## Calciomercato

### Sessione estiva
| Acquisti | Acquisti          | Acquisti                 | Acquisti |
| R.       | Nome              | da                       | Modalità |
| -------- | ----------------- | ------------------------ | -------- |
| P        | Anna Terestyényi  | Fehérvár                 | [ 7 ]    |
| D        | Emilie Bernhardt  | Werder Brema             | [ 8 ]    |
| D        | Shahar Nakav      | Kiryat Gat               | [ 9 ]    |
| C        | Valentina Limani  | Eintracht Francoforte II | [ 10 ]   |
| A        | Kornelia Grosicka | Meppen                   | [ 11 ]   |

| Cessioni | Cessioni        | Cessioni   | Cessioni |
| R.       | Nome            | a          | Modalità |
| -------- | --------------- | ---------- | -------- |
| A        | Pauline Deutsch | Sturm Graz | [ 5 ]    |

### Sessione invernale
| Acquisti | Acquisti         | Acquisti        | Acquisti |
| R.       | Nome             | da              | Modalità |
| -------- | ---------------- | --------------- | -------- |
| P        | Silia Plöchinger | Rapperswil-Jona | [ 12 ]   |
| C        | Luca Scheel      | Union Berlino   | [ 12 ]   |
| A        | Thalia           | JC              | [ 12 ]   |

| Cessioni | Cessioni          | Cessioni        | Cessioni   |
| R.       | Nome              | a               | Modalità   |
| -------- | ----------------- | --------------- | ---------- |
| P        | Anna Terestyényi  |                 | svincolata |
| A        | Kornelia Grosicka | Apollōn Lemesou | svincolata |

## Risultati

### Frauen-Bundesliga

#### Girone di andata
| Arbitro: | Wildfeuer (Lützen) |

|  |           |                   |
|  | Marcatori | 22’, 85’ Sembrant |

| Arbitro: | Scholz (Lützen) |

|                                 |           |  |
| Ulbrich 74’ (rig.) Mühlhaus 79’ | Marcatori |  |

| Arbitro: | Breier (Zerf) |

|  |           |                                                               |
|  | Marcatori | 13’, 84’, 90+1’ Freigang 62’ (aut.) Bernhardt 67’, 73’ Anyomi |

| Arbitro: | Michel (Magonza) |

|  |           |                                              |
|  | Marcatori | 27’ Hoffmann 56’ (rig.) Fudalla 63’ Schimmer |

| Arbitro: | Menzel (Hambrücken) |

|                              |           |  |
| Schasching 6’ Zicai 24’, 80’ | Marcatori |  |

| Arbitro: | Boike (Altenstadt) |

|  |           |                                   |
|  | Marcatori | 34’ Rieke 35’ Elmazi 60’ Kowalski |

| Arbitro: | Breier (Zerf) |

|                                                                      |           |  |
| Memeti 21’ Corley 34’, 67’ Kössler 36’, 64’ Hickelsberger-Füller 63’ | Marcatori |  |

| Potsdam 2 novembre 2024, ore 14:00 CET 8ª giornata | Turbine Potsdam    | 0 – 0 referto | Carl Zeiss Jena | Stadio Karl Liebknecht (1 229 spett.)\| Arbitro: \| Wildfeuer (Lützen) \| |
| Arbitro:                                           | Wildfeuer (Lützen) |               |                 |                                                                           |

| Arbitro: | Menzel (Hambrücken) |

|                                 |           |  |
| Kögel 4’ Kramer 13’ Turányi 63’ | Marcatori |  |

| Arbitro: | Diekmann (Essen) |

|                                                      |           |             |
| Lattwein 27’ (rig.) Wilms 33’ (rig.) Beerensteyn 88’ | Marcatori | 70’ Vianden |

| Arbitro: | Schwermer (Ballenstedt) |

|  |           |           |
|  | Marcatori | 60’ Bienz |

#### Girone di ritorno
| Arbitro: | Heidenreich (Bad Schwartau) |

|                |           |  |
| Simon 29’, 51’ | Marcatori |  |

| Arbitro: | Diekmann (Essen) |

|             |           |                                     |
| Schmidt 42’ | Marcatori | 38’, 81’, 90’ Mühlhaus 72’ Weidauer |

| Arbitro: | Kost (Schwerte) |

|                                                                                               |           |  |
| Reuteler 3’, 11’ Freigang 6’ Prašnikar 23’, 72’, 86’ (rig.) Anyomi 80’ Chiba 83’ Sanvig 90+2’ | Marcatori |  |

| Arbitro: | Wolf (Wilhelmshaven) |

|                                                         |           |            |
| Asgeirsdottir 56’ Hoffman 60’ (rig.), 81’ Fudalla 90+3’ | Marcatori | 17’ Schmid |

| Arbitro: | Heimann (Gladbeck) |

|  |           |           |
|  | Marcatori | 83’ Zicai |

| Arbitro: | Kost (Schwerte) |

|                                 |           |              |
| Kowalski 43’ (rig.), 81’ (rig.) | Marcatori | 5’ Kuznetsov |

| Arbitro: | Scholz (Lubecca) |

|  |           |                                                              |
|  | Marcatori | 9’ Memeti 19’, 58’ Cerci 32’ Janssens 60’, 82’, 87’ Delacauw |

| Arbitro: | Schwermer (Ballenstedt) |

|             |           |  |
| Julević 64’ | Marcatori |  |

| Arbitro: | Menzel (Hambrücken) |

|             |           |                                                 |
| Schwalm 90’ | Marcatori | 26’ Boboy 61’ (rig.) Kramer 89’ Vilhjálmsdóttir |

| Arbitro: | Lutz (Poppenhausen) |

|  |           |                                                    |
|  | Marcatori | 36’ Endemann 47’ Kielland 68’ Lattwein 90+3’ Wilms |

| Arbitro: | Breier (Zerf) |

|                                     |           |  |
| Bienz 23’ Ziemer 40’, 79’ Billa 62’ | Marcatori |  |

### DFB-Pokal
| Arbitro: | Böhm (Amburgo) |

|  |           |                         |
|  | Marcatori | 3’ Kuznetsov 61’ Schmid |

| Arbitro: | Westerhoff (Bochum) |

|            |           |  |
| Zdebel 74’ | Marcatori |  |

## Statistiche

### Statistiche di squadra
| Competizione         | Punti | In casa | In casa | In casa | In casa | In casa | In casa | In trasferta | In trasferta | In trasferta | In trasferta | In trasferta | In trasferta | Totale | Totale | Totale | Totale | Totale | Totale | DR  |
| Competizione         | Punti | G       | V       | N       | P       | Gf      | Gs      | G            | V            | N            | P            | Gf           | Gs           | G      | V      | N      | P      | Gf     | Gs     | DR  |
| -------------------- | ----- | ------- | ------- | ------- | ------- | ------- | ------- | ------------ | ------------ | ------------ | ------------ | ------------ | ------------ | ------ | ------ | ------ | ------ | ------ | ------ | --- |
| Frauen Bundesliga    | 1     | 11      | 0       | 1       | 10      | 2       | 34      | 11           | 0            | 0            | 11           | 3            | 39           | 22     | 0      | 1      | 21     | 5      | 73     | -68 |
| DFB-Pokal der Frauen | -     | -       | -       | -       | -       | -       | -       | 2            | 1            | 0            | 1            | 2            | 1            | 2      | 1      | 0      | 1      | 2      | 1      | +1  |
| Totale               | -     | 11      | 0       | 1       | 10      | 2       | 34      | 13           | 1            | 0            | 12           | 5            | 40           | 24     | 1      | 1      | 22     | 7      | 74     | -67 |

### Andamento in campionato
| Giornata  | 1  | 2  | 3  | 4  | 5  | 6  | 7  | 8  | 9  | 10 | 11 | 12 | 13 | 14 | 15 | 16 | 17 | 18 | 19 | 20 | 21 | 22 |
| --------- | -- | -- | -- | -- | -- | -- | -- | -- | -- | -- | -- | -- | -- | -- | -- | -- | -- | -- | -- | -- | -- | -- |
| Luogo     | C  | T  | C  | C  | T  | C  | T  | C  | T  | T  | C  | T  | C  | T  | T  | C  | T  | C  | T  | C  | C  | T  |
| Risultato | P  | P  | P  | P  | P  | P  | P  | N  | P  | P  | P  | P  | P  | P  | P  | P  | P  | P  | P  | P  | P  | P  |
| Posizione | 12 | 12 | 12 | 12 | 12 | 12 | 12 | 12 | 12 | 12 | 12 | 12 | 12 | 12 | 12 | 12 | 12 | 12 | 12 | 12 | 12 | 12 |

Legenda:

Luogo: C = Casa; T = Trasferta. Risultato: V = Vittoria; N = Pareggio; P = Sconfitta.

### Statistiche delle giocatrici
| Giocatore       | Frauen-Bundesliga | Frauen-Bundesliga | Frauen-Bundesliga | Frauen-Bundesliga | DFB-Pokal der Frauen | DFB-Pokal der Frauen | DFB-Pokal der Frauen | DFB-Pokal der Frauen | Totale   | Totale | Totale      | Totale     |
| Giocatore       | Presenze          | Reti              | Ammonizioni       | Espulsioni        | Presenze             | Reti                 | Ammonizioni          | Espulsioni           | Presenze | Reti   | Ammonizioni | Espulsioni |
| --------------- | ----------------- | ----------------- | ----------------- | ----------------- | -------------------- | -------------------- | -------------------- | -------------------- | -------- | ------ | ----------- | ---------- |
| M. Almasri      | 2                 | 0                 | 0                 | 0                 | -                    | -                    | -                    | -                    | 2        | 0      | 0           | 0          |
| E. Bernhardt    | 20                | 0                 | 8                 | 0                 | 2                    | 0                    | 1                    | 0                    | 22       | 0      | 9           | 0          |
| J. Cramer       | 15                | 0                 | 8                 | 0                 | 1                    | 0                    | 1                    | 1                    | 16       | 0      | 9           | 1          |
| M.A. Dommasch   | 12                | 0                 | 1                 | 0                 | 2                    | 0                    | 0                    | 0                    | 14       | 0      | 1           | 0          |
| V. Fischer      | 16                | -54               | 0                 | 1                 | 1                    | -1                   | 0                    | 0                    | 17       | -55    | 0           | 1          |
| A. Grincenco    | 16                | 0                 | 1                 | 0                 | 2                    | 0                    | 0                    | 0                    | 18       | 0      | 1           | 0          |
| K. Grosicka     | 9                 | 0                 | 1                 | 0                 | 1                    | 0                    | 0                    | 0                    | 10       | 0      | 1           | 0          |
| S. Haering      | 12                | 0                 | 1                 | 0                 | -                    | -                    | -                    | -                    | 12       | 0      | 1           | 0          |
| M.R. Hahn       | 19                | 0                 | 1                 | 1                 | 2                    | 0                    | 1                    | 0                    | 21       | 0      | 2           | 1          |
| S. Ito          | 17                | 0                 | 1                 | 0                 | 2                    | 0                    | 1                    | 0                    | 19       | 0      | 2           | 0          |
| C. Krawczyk     | 14                | 0                 | 3                 | 0                 | 2                    | 0                    | 0                    | 0                    | 16       | 0      | 3           | 0          |
| I. Kuznetsov    | 14                | 1                 | 3                 | 0                 | 2                    | 1                    | 0                    | 0                    | 16       | 2      | 3           | 0          |
| E. Lemke        | 6                 | 0                 | 0                 | 0                 | -                    | -                    | -                    | -                    | 6        | 0      | 0           | 0          |
| L. Lergenmüller | 2                 | -6                | 0                 | 0                 | 1                    | 0                    | 1                    | 0                    | 3        | -6     | 1           | 0          |
| V. Limani       | 17                | 0                 | 1                 | 0                 | 2                    | 0                    | 1                    | 0                    | 19       | 0      | 2           | 0          |
| L. Lindner      | 18                | 0                 | 0                 | 0                 | 2                    | 0                    | 0                    | 0                    | 20       | 0      | 0           | 0          |
| F. Lüscher      | 10                | 0                 | 1                 | 1                 | 1                    | 0                    | 0                    | 0                    | 11       | 0      | 1           | 1          |
| A. Mori         | 3                 | 0                 | 0                 | 0                 | -                    | -                    | -                    | -                    | 3        | 0      | 0           | 0          |
| S. Nakav        | 2                 | 0                 | 0                 | 0                 | -                    | -                    | -                    | -                    | 2        | 0      | 0           | 0          |
| S. Plöchinger   | 5                 | -19               | 0                 | 0                 | -                    | -                    | -                    | -                    | 5        | -19    | 0           | 0          |
| L. Scheel       | 2                 | 0                 | 0                 | 0                 | -                    | -                    | -                    | -                    | 2        | 0      | 0           | 0          |
| M. Schmid       | 20                | 1                 | 3                 | 0                 | 2                    | 1                    | 0                    | 0                    | 22       | 2      | 3           | 0          |
| B. Schmidt      | 9                 | 1                 | 0                 | 0                 | 1                    | 0                    | 0                    | 0                    | 10       | 1      | 0           | 0          |
| K. Schneider    | 15                | 0                 | 0                 | 0                 | 2                    | 0                    | 0                    | 0                    | 17       | 0      | 0           | 0          |
| V. Schwalm      | 8                 | 1                 | 1                 | 0                 | -                    | -                    | -                    | -                    | 8        | 1      | 1           | 0          |
| N. Selimhodzic  | 13                | 0                 | 1                 | 0                 | 1                    | 0                    | 1                    | 0                    | 14       | 0      | 2           | 0          |
| L. Stritzke     | 3                 | 0                 | 0                 | 0                 | -                    | -                    | -                    | -                    | 3        | 0      | 0           | 0          |
| E. Taslidza     | 15                | 0                 | 0                 | 0                 | 1                    | 0                    | 0                    | 0                    | 16       | 0      | 0           | 0          |
| A. Terestyenyi  | 2                 | -2                | 0                 | 0                 | -                    | -                    | -                    | -                    | 2        | -2     | 0           | 0          |
| Thalia          | 3                 | 0                 | 0                 | 0                 | -                    | -                    | -                    | -                    | 3        | 0      | 0           | 0          |
| L. Vianden      | 13                | 1                 | 2                 | 0                 | 2                    | 0                    | 0                    | 0                    | 15       | 1      | 2           | 0          |